# Tsarégorodtsévite
La tsarégorodtsévite est une espèce minérale du groupe des silicates et du sous-groupe des tectosilicates, de formule N(CH3)4AlSi5O12.

## Inventeur et étymologie
La tsarégorodtsévite a été décrite en 1993 par L. A. Pautov, V. Y. Karpenko, E. V. Sokolova et K. I. Ignatenko ; elle fut nommée ainsi en l'honneur de Sergei Vasil'evich Tsaregorodtsev (1953-1986), collecteur de minéraux, expert dans ceux de l'Oural, qui trouva les premiers spécimens étudiés.

## Topotype
- Mont Yaruta, montagnes Man'-Khambo, Khantys-Mansis, Oural (Oural Polaire), région Sibérie occidentale, Russie[2]
- Les échantillons de référence sont déposés à l’Institut minier de Saint-Pétersbourg, au Musée des sciences naturelles de la réserve naturelle Ilmen (Ильменский заповедник) de Miass, au Musée géologique Vernadsky de Moscou, au Musée minéralogique A. E. Fersman de l'Académie des Sciences de Moscou, au Musée National de Sofia en Bulgarie, ainsi qu'au Musée national de Prague en République tchèque.

## Cristallographie
- Paramètres de la maille conventionnelle : a = 8,98 Å, b = 8,93 Å, c = 8,92 Å, Z = 2, V = 715,31 Å3
- Densité calculée = 2,01

## Cristallochimie
La tsarégorodtsévite fait partie d'un groupe de minéraux isostructuraux : le groupe de la sodalite.

### Groupe de la sodalite
- Bicchulite Ca2Al2SiO6(OH)2, I {\displaystyle {\bar {4}}}3m; {\displaystyle {\bar {4}}} 3m
- Danalite Fe4Be3(SiO4)3S,  P {\displaystyle {\bar {4}}}3n; {\displaystyle {\bar {4}}} 3m
- Haüyne (Na,Ca)4-8Al6Si6(O,S)24(SO4,Cl)1-2, P {\displaystyle {\bar {4}}}3n; {\displaystyle {\bar {4}}} 3m
- Genthelvite Zn4Be3(SiO4)3S, P {\displaystyle {\bar {4}}}3n; 4 3m
- Helvine Mn4Be3(SiO4)3S, P {\displaystyle {\bar {4}}}3n; {\displaystyle {\bar {4}}} 3m
- Lazurite Na3Ca(Al3Si3O12)S, P {\displaystyle {\bar {4}}}3n; {\displaystyle {\bar {4}}} 3m
- Kamaïshilite Ca2Al2SiO6(OH)2, I-lattice; Tetra
- Noséane Na8Al6Si6O24(SO4), P {\displaystyle {\bar {4}}}3m; {\displaystyle {\bar {4}}} 3m
- Sodalite Na8Al6Si6O24Cl2, P {\displaystyle {\bar {4}}}3n; {\displaystyle {\bar {4}}} 3m
- Tugtupite Na4AlBeSi4O12Cl, I {\displaystyle {\bar {4}}}; {\displaystyle {\bar {4}}}
- Tsarégorodtsévite N(CH3)4AlSi5O12, I 222; 2 2 2

## Gîtologie
La tsarégorodtsévite se trouve en matériaux friables en remplissage de fracture tectoniques dans des schistes à muscovite-chlorite.

### Minéraux associés
- Chlorite, quartz, anatase, brookite, rutile, monazite, phillipsite, albite.

## Habitus
La tsarégorodtsévite se trouve sous la forme de cristaux pseudocubiques pouvant atteindre 1 centimètre. Les cristaux présentent souvent un jumelage.

## Gisements remarquables
La tsarégorodtsévite est un minéral extrêmement rare qui ne se trouve que dans un seul gisement au monde.
- Russie

Yaruta Mt, Man'-Khambo Mts, Khantys-Mansis, Oural (Oural Polaire), Western-Siberian Region

## Galerie

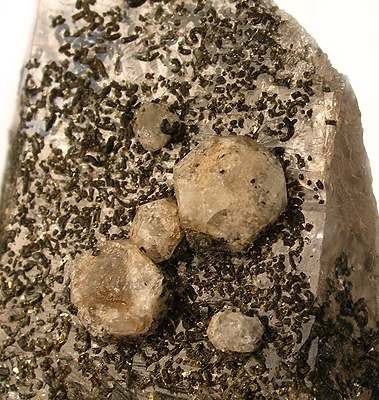
Tsarégorodtsévite sur quartz, Russie, taille du plus gros cristal : 7,5 mm (l'un des plus gros connus).
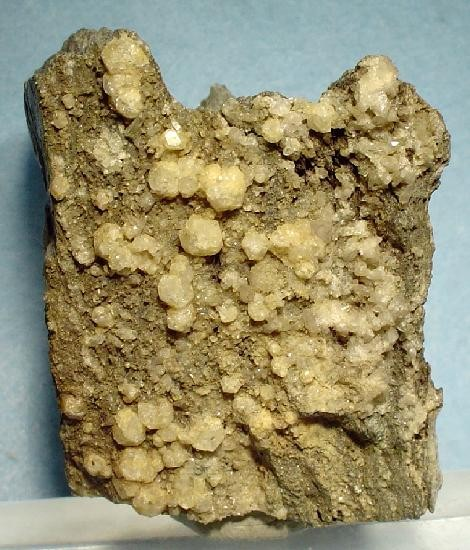
Russie, 5.3 x 4.6 x 4.3 cm.
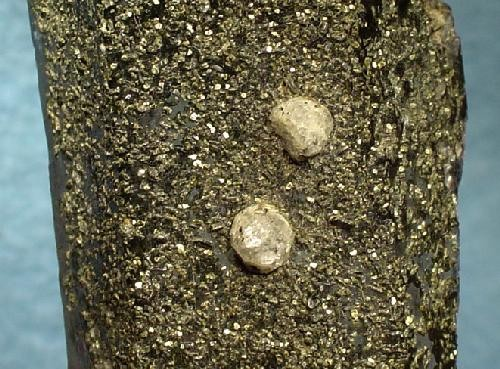
Russie, taille des cristaux : 4 mm